# Rizelmine
Rizelmine (japanska: りぜるまいん, romaji: Rizerumain) är en japansk manga, som senare blivit en TV-serie i animeform, skapad av Yukiru Sugisaki. Mangan blev översatt till engelska och publicerad i USA av Tokyopop i Augusti 2005, men har ännu inte kommit till Sverige.[källa behövs] I Japan sändes animen under 2002, men har ej sänts utanför landets gränser. Serien delades på två säsonger, båda med 12 episoder var. Den första säsongen sändes mellan den 2 april 2002 och den 29 juni samma år. Även den andra säsongen utkom 2002 och sändes under det året mellan den 5 oktober och den 21 december.
Serien har fått kritik för användning av lolicon och för dess komiska användning av övergrepp, såsom sexuella övergrepp.

## Handling
Historien handlar om Iwaki Tomonori som är 15 år och som tycker om äldre kvinnor. Vid samma tidpunkt som han upptäckte att hans lärare, som han har varit förälskad i ett tag, har blivit förlovad så får han veta - till sin förskräckelse - att han av "nationens makt" tvingas gifta sig med en tolvårig tjej vid namn Rizel, som är en produkt av gentekniksforskning och den första prototypen av en tekniskt framställd människa. När Iwakis föräldrar försöker att försvara sin son mot detta äktenskap (som "nationens makt" skapat genom att förfalska Iwakis underskrift på äktenskapspapper) blir de erbjudna att bo gratis och befordring på deras respektive jobb, vilket gör att de accepterar Iwakis äktenskap. Utan att lyssna på Iwakis protester så flyttar Rizel, tillsammans med hennes livvakter Papa A, Papa B och Papa C, in hos Iwaki och hans familj.
Eftersom Rizels tårar innehåller nitroglycerin är det mycket viktigt att hon inte gråter, vilket dock inte kan förhindras vilket orsakar ständiga reparationer av Iwakis hus. Rizel, tillsammans med sina "pappor", försöker att vinna Tomonoris kärlek, detta är dock lönlöst då han fortfarande är förälskad i sin lärare.
När hon bestämmer sig för att börja i skolan tillsammans med Iwaki blir en 15-årig kille vid namn Ryunosuke Hououin kär i Rizel. Under sin tid i skolan utvecklar också Rizel en vänskap med Kyoko Yachigusa - som är kär i samma Ryunosuke som är kär i Rizel. Medan Kyoko försöker hjälpa Rizel att bli tillsammans med Iwaki försöker Rizel att hjälpa Kyoko med att bli kär i Ryunosuke.
I slutet av serien råkar Rizel och Iwaki ut för en bilolycka som nästan kostar båda livet. Denna traumatiska händelse förändrar Iwaki och hans känslor och till slut besvarar han Rizels känslor. De gifter sig senare på riktigt (då äktenskapspapperen aldrig lämnades in), trots att de fortfarande bara är 15 respektive 12 år gamla.

## Karaktärer
Tomonori Iwaki (japansk röst av Yamaguchi Kappei)

Iwaki är en 15-årig pojke som har en fetisch för äldre personer än han själv - han är till exempel kär i en av sina lärare som är cirka 10 år äldre än han själv. Han giftes mot sin egen vilja bort med Rizel Iwaki av regeringen. När Rizel kommer till skolan och påstår sig vara hans fru så blir hans vänner avundsjuka på att hon är kär i Rizel och anklagar honom för att vara pervers.
Rizel Iwaki (japansk röst av Rie Kugimiya)

Kyouko Yachigusa (japansk röst av Rie Tanaka)

Ryonosuke Hojoin (japansk röst av Chihiro Suzuki)